# Farná
Farná (allemand : Pfaffendorf bei Seldin , hongrois : Farnad) est un village de Slovaquie situé dans la région de Nitra.

## Histoire
Première mention écrite du village en 1156.

## Démographie

### Évolution de la population
| Année:               | 1994. | 2004.   | 2014.   | 2024.   |
| -------------------- | ----- | ------- | ------- | ------- |
| Nombre de personnes: | 1432  | 1450    | 1350    | 1327    |
| Différence:          |       | +1,25 % | -6,89 % | -1,70 % |

| Année:               | 2023. | 2024.   |
| -------------------- | ----- | ------- |
| Nombre de personnes: | 1317  | 1327    |
| Différence:          |       | +0,75 % |